# 알기르다스 브라자우스카스
알기르다스 미콜라스 브라자우스카스(리투아니아어: Algirdas Mykolas Brazauskas, 1932년 9월 22일~2010년 6월 26일)는 리투아니아의 제5대 대통령이었다.

## 일생
알기르다스 브라자우스카스는 1932년 리투아니아 북부의 로키슈키스에서 태어났다. 1952년 카우나스 공과대학을 졸업하였다. 리투아니아 공산당의 당원으로서 일하게 된 것을 시작으로 1965년에는 건축 자재 산업 장관, 1967년 국가 계획 위원회 부의장, 1977년 리투아니아 공산당 중앙위원회 서기장 등 당과 정부의 요직을 역임했다.
미하일 고르바초프가 페레스트로이카를 실시하자 리투아니아를 포함한 발트 3국에서는 소련으로부터 독립하려는 시도를 하였으며, 브라자우스카스는 리투아니아 공산당의 독립파의 대표로서 활동하였다. 1988년 10월 리투아니아 공산당 제1서기로 취임하였다. 제1서기로서의 브라자우스카스는 공산당의 일당 독재와 민주집중제의 포기를 표명하는 것과 동시에 소련 공산당으로부터의 분리 독립을 추진했다. 
리투아니아가 독립한 후, 리투아니아 공산당의 독립파가 개명한 리투아니아 민주노동당의 당원으로 취임한다. 또한 1990년에는 부총리, 1992년에는 최고 회의 의장 등을 역임하였다. 1993년 대통령제 도입에 따른 선거에서 당선하여 제5대 대통령이 되었다. 1998년에 대통령직에서 물러났다. 그 후 2001년 사회민주당 의원을 맡았다. 2006년 6월, 연립내의 내분에서 총리직을 사임했다.
2010년 6월 26일, 빌뉴스에서 전립선암으로 사망하였다.

## 역대 선거 결과
| 선거명      | 직책명              | 대수 | 정당                  | 득표율 | 득표수      | 결과 | 당락 |
| ----------- | ------------------- | ---- | --------------------- | ------ | ----------- | ---- | ---- |
| 1993년 선거 | 리투아니아의 대통령 | 5대  | 리투아니아 사회민주당 | 61.06% | 1,212,075표 | 1위  |      |